# Helmstropharia
De helmstropharia (Stropharia halophila) is een schimmel behorend tot de familie Strophariaceae. De Terrestrische  saprotroof komt voor op nogal geëxponeerde plaatsen tussen het helm in het buitenduin.

## Kenmerken

### Uiterlijke kenmerken
Hoed
De hoed heeft een diameter van 50 tot 120 mm. De vorm is convex dan vlak, met ingeslagen rand. De kleur is geel, verblekend tot bijna wit.  De structuur is   glad en kleverig bij vocht. De lamelsnede is gekleurd of iets blekerig.
Lamellen
De lamellen zijn aangehecht tot iets aflopend en staan matig dicht bij elkaar. De kleur is donkergrijs. Later wordt dit violetzwart door het vallen van rijpe sporen.
Steel
De steel heeft een lengte van 35 tot 60 mm en een dikte van 10 tot 25 mm. De voet zit vast aan de grond met dikke myceliumstrengen.
Sporen
De sporen zijn ellipsoide tot amandelvormig, met kleine, vaak onduidelijke kiempore en meten meten 9,5-15,5 × 6,0-7,5 µm. Het Q-getal is (1,4-) 1,5 tot 2,5 en Q-gemiddeld is  1,85. Lamelsnede is steriel en bevat alleen leptocystidia.

## Verspreiding
In Nederland komt de helmstropharia vrij zeldzaam voor. Hij staat op de rode lijst in de categorie 'Gevoelig' .